# فروفلان
فروفلان (به سوئدی: Frufällan) یک منطقهٔ مسکونی در سوئد است که در بخش بوروس واقع شده‌است. فروفلان ۱٫۰۳ کیلومتر مربع مساحت و ۹۱۷ نفر جمعیت دارد.